# Ischnopteris praeluteata
Ischnopteris praeluteata là một loài bướm đêm trong họ Geometridae.